# Península Bruce

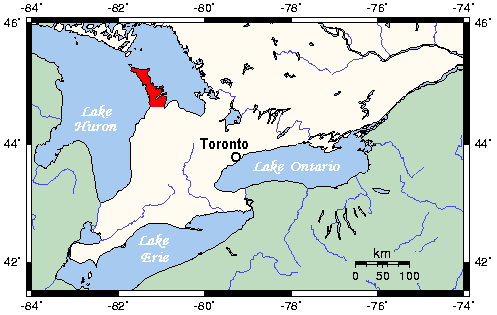
Mapa do sul do Ontário com a península Bruce a vermelho

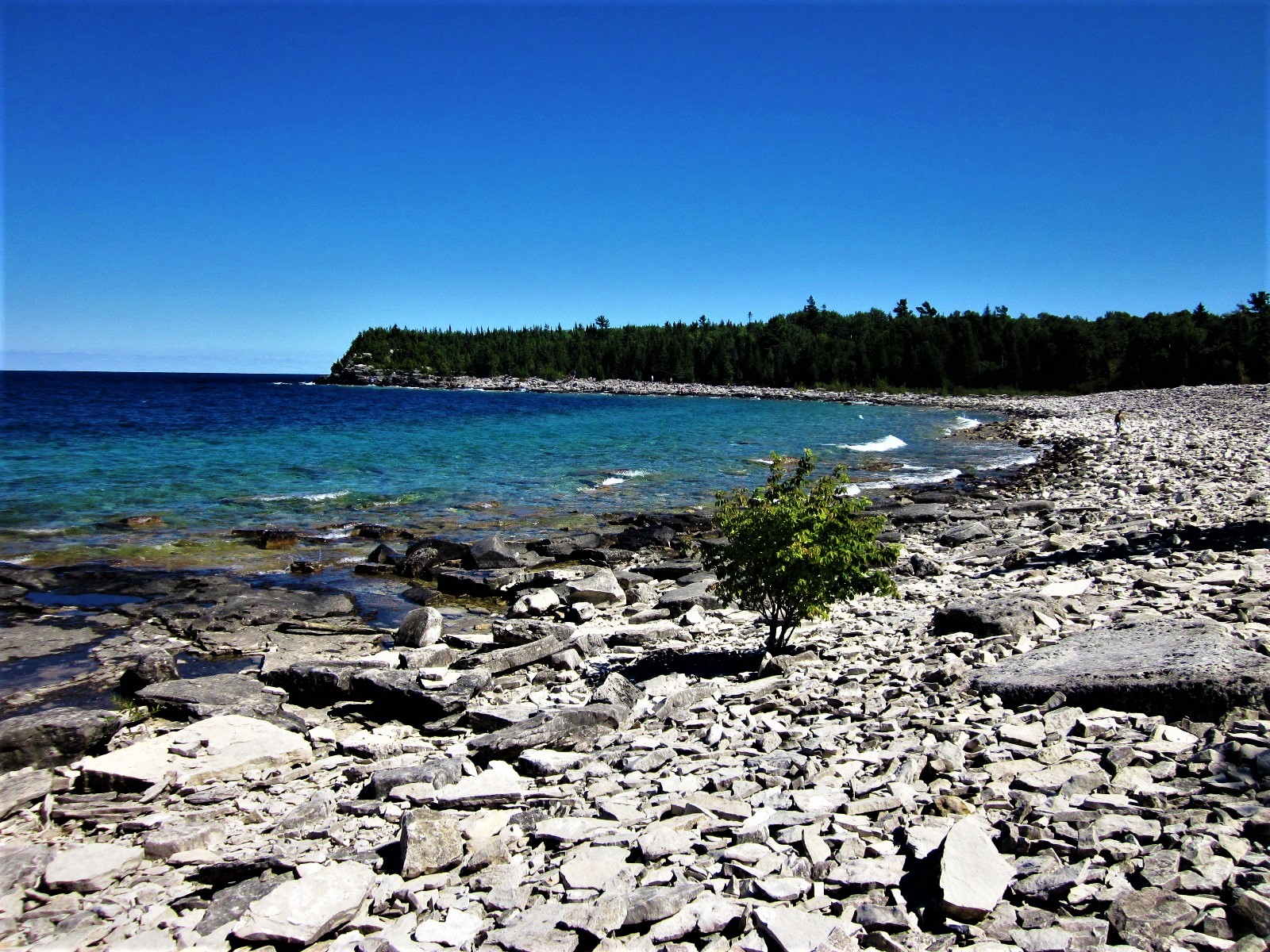
Parque Nacional Península Bruce

A península Bruce é uma faixa de terra entre o lago Huron e a baía Georgiana no Canadá. É uma região da província do Ontário tendo um eixo norte-sul que segue a escarpa do Niagara e aponta para a ilha Manitoulin. Faz parte do condado de Bruce e deve o seu nome a  James Bruce (Lord Elgin), governador-geral do Canadá de 1847 a 1854. A península é uma zona turística importante a cerca de 3 horas por estrada do noroeste de Toronto. 
A região conta com dois parques nacionais canadianos o parque nacional da Península Bruce e o parque marinho nacional de Fathom Five.